# La Creuse
La Creuse – miejscowość i gmina we Francji, w regionie Burgundia-Franche-Comté, w departamencie Górna Saona.
Według danych na rok 1990 gminę zamieszkiwały 43 osoby, a gęstość zaludnienia wynosiła 9 osób/km² (wśród 1786 gmin Franche-Comté La Creuse plasuje się na 700. miejscu pod względem liczby ludności, natomiast pod względem powierzchni na miejscu 822.).

## Współpraca
Miejscowość partnerska:
- Aalter, Belgia